# كارلوس ألبرتو كويفاس
كارلوس ألبرتو كويفاس (بالإسبانية: Carlos Alberto Cuevas)‏ هو لاعب كرة قدم مكسيكي، ولد في 18 أغسطس 1986. لعب مع نادي كوريكامينوس ‏.